# دي هافيلاند دي إتش 18
دي هافيلاند دي إتش 18 (بالإنجليزية: de Havilland DH.18)‏ هي طائرة خطوط جوية أنتجت في 1919 ببريطانيا. من صناعة إيركو. كانت تستخدم بشكل أساسي من قبل شركة طائرات النقل والسفر المحدودة. كان أول طيران لها في 8 أبريل 1920. دخلت الخدمة في 1920، انتهت خدمتها في 1923.